# Wijken en buurten in Utrecht
De Nederlandse gemeente Utrecht is voor statistische doeleinden onderverdeeld in wijken en buurten. Voor de voormalige wijkindeling in de stad, zie het artikel Wijken in Utrecht. De gemeente is vandaag de dag verdeeld in de volgende statistische wijken:
- Wijk 01 West (CBS-wijkcode:034401)
- Wijk 02 Noordwest (CBS-wijkcode:034402)
- Wijk 03 Overvecht (CBS-wijkcode:034403)
- Wijk 04 Noordoost (CBS-wijkcode:034404)
- Wijk 05 Oost (CBS-wijkcode:034405)
- Wijk 06 Binnenstad (CBS-wijkcode:034406)
- Wijk 07 Zuid (CBS-wijkcode:034407)
- Wijk 08 Zuidwest (CBS-wijkcode:034408)
- Wijk 09 Leidsche Rijn (CBS-wijkcode:034409)
- Wijk 10 Vleuten-De Meern (CBS-wijkcode:034410)

Een statistische wijk kan bestaan uit meerdere buurten. Onderstaande tabel geeft de buurtindeling met kentallen volgens het Centraal Bureau voor de Statistiek (2008):
| CBS-buurtcode | Buurtnaam                                          | Inwonertal | Opp. totaal (ha) | Opp. land (ha) | Ligging                |
| ------------- | -------------------------------------------------- | ---------- | ---------------- | -------------- | ---------------------- |
| BU03440172    | Welgelegen en Den Hommel                           | 960        | 39               | 36             | Locatie in de gemeente |
| BU03440173    | Oog in Al                                          | 3610       | 47               | 44             | Locatie in de gemeente |
| BU03440174    | Halve Maan                                         | 2870       | 48               | 38             | Locatie in de gemeente |
| BU03440175    | Lombok-Oost                                        | 2300       | 15               | 15             | Locatie in de gemeente |
| BU03440176    | Leidseweg en omgeving                              | 1120       | 13               | 12             | Locatie in de gemeente |
| BU03440177    | Lombok-West                                        | 4940       | 29               | 28             | Locatie in de gemeente |
| BU03440178    | Laan van Nieuw Guinea-Spinozaplantsoen             | 3800       | 35               | 30             | Locatie in de gemeente |
| BU03440179    | Nieuw Engeland, Th. a. Kempisplantsoen en omgeving | 5640       | 58               | 57             | Locatie in de gemeente |
| BU03440180    | Schepenbuurt bedrijvengebied Cartesiusweg          | 1310       | 116              | 106            | Locatie in de gemeente |
| BU03440181    | Bedrijventerrein Lageweide                         | 210        | 486              | 432            | Locatie in de gemeente |
| BU03440211    | Pijlsweerd-Zuid                                    | 3360       | 31               | 30             | Locatie in de gemeente |
| BU03440212    | Pijlsweerd-Noord                                   | 1930       | 22               | 21             | Locatie in de gemeente |
| BU03440213    | Ondiep                                             | 5620       | 60               | 60             | Locatie in de gemeente |
| BU03440214    | Tweede Daalsebuurt en omgeving                     | 3480       | 37               | 37             | Locatie in de gemeente |
| BU03440215    | Egelantierstraat-Mariëndaalstraat en omgeving      | 2810       | 23               | 23             | Locatie in de gemeente |
| BU03440216    | Geuzenwijk                                         | 3120       | 23               | 22             | Locatie in de gemeente |
| BU03440217    | De Driehoek                                        | 760        | 7                | 7              | Locatie in de gemeente |
| BU03440218    | Julianapark en omgeving                            | 2860       | 28               | 28             | Locatie in de gemeente |
| BU03440219    | Elinkwijk en omgeving                              | 4480       | 46               | 44             | Locatie in de gemeente |
| BU03440220    | Prins Bernhardplein en omgeving                    | 3130       | 26               | 26             | Locatie in de gemeente |
| BU03440221    | Schaakbuurt en omgeving                            | 3480       | 36               | 35             | Locatie in de gemeente |
| BU03440222    | Queeckhovenplein en omgeving                       | 2130       | 26               | 24             | Locatie in de gemeente |
| BU03440223    | Zuilen-Noord                                       | 2730       | 78               | 72             | Locatie in de gemeente |
| BU03440224    | Loevenhoutsedijk en omgeving                       | 690        | 38               | 38             | Locatie in de gemeente |
| BU03440325    | Taag- en Rubicondreef en omgeving                  | 4000       | 50               | 50             | Locatie in de gemeente |
| BU03440326    | Zamenhofdreef en omgeving                          | 2490       | 38               | 38             | Locatie in de gemeente |
| BU03440327    | Wolga- en Donaudreef en omgeving                   | 4620       | 53               | 52             | Locatie in de gemeente |
| BU03440328    | Neckardreef en omgeving                            | 4110       | 55               | 54             | Locatie in de gemeente |
| BU03440329    | Amazone- en Nicaraguadreef en omgeving             | 6060       | 112              | 108            | Locatie in de gemeente |
| BU03440330    | Zambesidreef en omgeving                           | 4150       | 43               | 43             | Locatie in de gemeente |
| BU03440331    | Tigris- en Bostondreef en omgeving                 | 5250       | 67               | 66             | Locatie in de gemeente |
| BU03440332    | Bedrijvengebied Overvecht                          | 110        | 185              | 180            | Locatie in de gemeente |
| BU03440333    | Poldergebied Overvecht                             | 230        | 218              | 209            | Locatie in de gemeente |
| BU03440434    | Vogelenbuurt                                       | 4020       | 21               | 21             | Locatie in de gemeente |
| BU03440435    | Lauwerecht                                         | 1850       | 24               | 23             | Locatie in de gemeente |
| BU03440436    | Staatsliedenbuurt                                  | 1100       | 12               | 12             | Locatie in de gemeente |
| BU03440437    | Tuinwijk-West                                      | 2350       | 17               | 17             | Locatie in de gemeente |
| BU03440438    | Tuinwijk-Oost                                      | 2700       | 35               | 35             | Locatie in de gemeente |
| BU03440439    | Tuindorp en Van Lieflandlaan-West                  | 6760       | 73               | 73             | Locatie in de gemeente |
| BU03440440    | Tuindorp-Oost                                      | 2580       | 54               | 54             | Locatie in de gemeente |
| BU03440441    | Huizingalaan K. Doormanlaan en omgeving            | 1110       | 20               | 20             | Locatie in de gemeente |
| BU03440442    | Zeeheldenbuurt Hengeveldstraat en omgeving         | 3310       | 26               | 26             | Locatie in de gemeente |
| BU03440443    | Wittevrouwen                                       | 6300       | 37               | 37             | Locatie in de gemeente |
| BU03440454    | Voordorp en Voorveldsepolder                       | 3330       | 188              | 183            | Locatie in de gemeente |
| BU03440544    | Buiten Wittevrouwen                                | 4260       | 48               | 47             | Locatie in de gemeente |
| BU03440545    | Tolsteegsingel en omgeving                         | 780        | 9                | 8              | Locatie in de gemeente |
| BU03440546    | Sterrenwijk                                        | 900        | 10               | 10             | Locatie in de gemeente |
| BU03440547    | Watervogelbuurt                                    | 2130       | 27               | 26             | Locatie in de gemeente |
| BU03440548    | L. Napoleonplantsoen en omgeving                   | 890        | 24               | 24             | Locatie in de gemeente |
| BU03440549    | Rubenslaan en omgeving                             | 2570       | 37               | 36             | Locatie in de gemeente |
| BU03440550    | Schildersbuurt                                     | 3350       | 31               | 31             | Locatie in de gemeente |
| BU03440551    | Abstede                                            | 1310       | 12               | 12             | Locatie in de gemeente |
| BU03440552    | Oudwijk                                            | 4440       | 33               | 33             | Locatie in de gemeente |
| BU03440553    | Wilhelminapark en omgeving                         | 3220       | 58               | 54             | Locatie in de gemeente |
| BU03440555    | De Uithof                                          | 2020       | 366              | 363            | Locatie in de gemeente |
| BU03440556    | Rijnsweerd                                         | 2000       | 161              | 153            | Locatie in de gemeente |
| BU03440557    | Galgenwaard en Kromhoutkazerne                     | 950        | 48               | 46             | Locatie in de gemeente |
| BU03440558    | Maarschalkerweerd en Mereveld                      | 190        | 239              | 232            | Locatie in de gemeente |
| BU03440600    | Wijk C                                             | 1460       | 16               | 15             | Locatie in de gemeente |
| BU03440601    | Breedstraat en Plompetorengracht en omgeving       | 2490       | 18               | 17             | Locatie in de gemeente |
| BU03440602    | Lange Elisabethstraat Mariaplaats en omgeving      | 1260       | 16               | 15             | Locatie in de gemeente |
| BU03440603    | Neude Janskerkhof en Domplein en omgeving          | 1650       | 22               | 22             | Locatie in de gemeente |
| BU03440604    | Nobelstraat en omgeving                            | 900        | 9                | 9              | Locatie in de gemeente |
| BU03440605    | Springweg en omgeving Geertebuurt                  | 2410       | 22               | 20             | Locatie in de gemeente |
| BU03440606    | Lange Nieuwstraat en omgeving                      | 2170       | 23               | 22             | Locatie in de gemeente |
| BU03440607    | Nieuwegracht-Oost                                  | 1100       | 16               | 15             | Locatie in de gemeente |
| BU03440608    | Bleekstraat en omgeving                            | 510        | 5                | 4              | Locatie in de gemeente |
| BU03440609    | Hooch Boulandt, Moreelsepark en omgeving           | 1950       | 26               | 25             | Locatie in de gemeente |
| BU03440610    | Hoog-Catharijne CS en Leidseveer                   | 220        | 49               | 48             | Locatie in de gemeente |
| BU03440759    | Lunetten-Noord                                     | 4370       | 69               | 64             | Locatie in de gemeente |
| BU03440760    | Lunetten-Zuid                                      | 7310       | 207              | 205            | Locatie in de gemeente |
| BU03440761    | Bokkenbuurt                                        | 880        | 20               | 20             | Locatie in de gemeente |
| BU03440762    | Tolsteeg en Rotsoord                               | 3380       | 40               | 39             | Locatie in de gemeente |
| BU03440763    | Oud Hoograven                                      | 4660       | 48               | 46             | Locatie in de gemeente |
| BU03440764    | Nieuw Hoograven                                    | 5580       | 90               | 89             | Locatie in de gemeente |
| BU03440865    | Dichterswijk                                       | 4760       | 91               | 87             | Locatie in de gemeente |
| BU03440866    | Rivierenwijk                                       | 8780       | 77               | 71             | Locatie in de gemeente |
| BU03440867    | Bedrijvengebied Kanaleneiland                      | 130        | 194              | 167            | Locatie in de gemeente |
| BU03440868    | Transwijk-Zuid                                     | 1660       | 50               | 48             | Locatie in de gemeente |
| BU03440869    | Transwijk-Noord                                    | 3490       | 49               | 49             | Locatie in de gemeente |
| BU03440870    | Kanaleneiland-Zuid                                 | 7650       | 77               | 71             | Locatie in de gemeente |
| BU03440871    | Kanaleneiland-Noord                                | 8050       | 65               | 59             | Locatie in de gemeente |
| BU03440982    | Papendorp                                          | 10         | 178              | 160            | Locatie in de gemeente |
| BU03440983    | Bedrijventerrein De Wetering                       | 0          | 118              | 118            | Locatie in de gemeente |
| BU03440984    | Terwijde                                           | 5800       | 160              | 160            | Locatie in de gemeente |
| BU03440985    | Parkwijk, 't Zand en omgeving                      | 9100       | 239              | 238            | Locatie in de gemeente |
| BU03440986    | Hogeweide                                          | 40         | 182              | 172            | Locatie in de gemeente |
| BU03440987    | Langerak                                           | 3820       | 86               | 84             | Locatie in de gemeente |
| BU03440988    | Strijkviertel                                      | 140        | 167              | 153            | Locatie in de gemeente |
| BU03441089    | Bedrijventerrein Haarrijn                          | 0          | 47               | 47             | Locatie in de gemeente |
| BU03441090    | Haarzuilens en omgeving                            | 610        | 986              | 946            | Locatie in de gemeente |
| BU03441091    | Vleuten                                            | 6960       | 231              | 231            | Locatie in de gemeente |
| BU03441092    | Rijnsche Park                                      | 380        | 234              | 233            | Locatie in de gemeente |
| BU03441093    | Vleuterweide                                       | 8520       | 268              | 266            | Locatie in de gemeente |
| BU03441094    | Veldhuizen                                         | 8690       | 189              | 172            | Locatie in de gemeente |
| BU03441095    | De Meern                                           | 10550      | 255              | 250            | Locatie in de gemeente |
| BU03441096    | Oudenrijn                                          | 190        | 140              | 135            | Locatie in de gemeente |
| BU03441097    | Rijnenburg, voormalig De Meern                     | 80         | 472              | 471            | Locatie in de gemeente |
| BU03441098    | Rijnenburg, overig gebied                          | 240        | 885              | 835            | Locatie in de gemeente |